# Stepan Rudnyzkyj

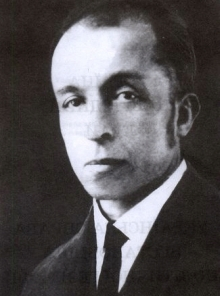
Stepan Rudnyzkyj

Stepan Lwowytsch Rudnyzkyj (ukrainisch Степан Львович Рудницький; * 21. Novemberjul. / 3. Dezember 1877greg. in Przemyśl, Königreich Galizien und Lodomerien, Österreich-Ungarn; † 3. November 1937 in Sandarmoch, Karelische ASSR, Sowjetunion) war ein ukrainischer Geograph und Kartograf.
Rudnyzkyj war von 1929 bis 1934 Mitglied der Akademie der Wissenschaften der Ukrainischen SSR und gilt als der Begründer der ukrainischen Geomorphologie und Anthropogeographie sowie der politischen, sozioökonomischen und demographischen Geographie.

## Leben
Stepan Rudnyzkyj studierte zwischen 1895 und 1899 an der Universität Lemberg und von 1899 bis 1901 an der Universität Wien. Nach seinem Studium war er zwischen 1902 und 1908 Lehrer an einem Gymnasium in Ternopil und lehrte zwischen 1908 und 1914 an der Universität Lemberg. In dieser Zeit schrieb und veröffentlichte er sein zweibändigen Werk „Eine kurze Geographie der Ukraine“ (1910 und 1914 ff.).
Während des Ersten Weltkriegs war er in der Union für die Befreiung der Ukraine in Wien aktiv und war Berater der Exilregierung der ukrainischen Westukrainischen Volksrepublik. 1919 wurde er als Professor an der Universität von Kamjanez-Podilskyj  eingeladen, blieb jedoch nicht lange dort und zog nach Wien, wo er Mitorganisator der ukrainischen freien Universität war und dort auch als Professor lehrte. Anschließend war er an der Karlsuniversität in Prag als Professor tätig.
Von der ukrainischen Regierung wurde er 1926 eingeladen, in Charkiw, zu dem Zeitpunkt Hauptstadt der Ukrainischen SSR, die geographische Forschung zu organisieren. Nachdem er dieses Angebot angenommen hatte, wurde er Geographie-Professor am Charkiwer Institut für Volksbildung sowie Direktor des von ihm gegründeten Ukrainischen wissenschaftlichen Forschungsinstituts für Geographie und Kartographie. Ebenso war er der erste Inhaber des Lehrstuhls für Geographie an der ukrainischen Akademie der Wissenschaften der Ukraine.
Am 23. März 1933 verhaftete man ihn und verurteilte ihn am 23. September 1933 als „ausgesprochenen Verbreiter des Faschismus in der Geographie“ zu einer fünfjährigen Haftstrafe. Ebenfalls wurden einige seiner Schüler verhaftet und abgeurteilt. Man verbrachte ihn im Frühjahr 1935 in den Gulag auf die Solowezki-Inseln nach Karelien, und im Anschluss nach Sandarmoch, wo man ihn am 3. November 1937 anlässlich des 20. Jahrestages der Oktoberrevolution bei einer Massenhinrichtung gemeinsam u. a. mit Mykola Kulisch, Les Kurbas und Mykola Serow erschoss. Im Mai 1965 wurde er rehabilitiert.

## Werke (Auswahl)
- Die Ukraine und die Ukrainer (1915[4])
- Ukraine vom politischen und geographischen Standpunkt (1916[2])
- Die Ukraine und die Großmächte (1920[2])
- Eine kurze Geographie der Ukraine (1910 und 1914 ff.[3])
- Die ukrainische Frage aus Sicht der politischen Geographie (1923[2])